# Sofía Guliak
Sofía Meyerovna Guliak (en ruso Софья Мейеровна Гуляк; nacida el 29 de diciembre de 1979)  es una pianista clásica rusa. Fue la primera mujer en ganar el Concurso Internacional de Piano de Leeds en la edición de 2009. 

## Formación
Sofía Guliak estudió en la Escuela de Música de Kazán y luego en el Conservatorio Estatal de Kazán con Elfiya Burnasheva. Se graduó con honores en la École Normale de Musique de Paris. Luego continuó sus estudios con Boris Petrushansky en la Academia Incontri col Maestri de Imola y con Vanessa Latarche en el Royal College of Music de Londres, donde se graduó con un diploma en 2011. 

## Concursos
En 2006 ganó el primer premio en el Concurso Internacional de Piano Segismund Thalberg. En 2007, ganó el Concurso William Kapell   y compartió el segundo premio del Concurso Internacional de Piano F. Busoni con Dinara Nadzhafova.  Gulyak fue la ganadora del Concurso Internacional de Washington de 2008 del Friday Morning Music Club,  y también ganó el Concurso ISANGYUN del mismo 2008.  En 2009 culminó sus participaciones en concursos ganando el primer premio en el Concurso Internacional de Piano de Leeds, siendo la primera mujer ganadora del concurso. 

## Carrera
Gulyak ha ofrecido recitales y conciertos, entre otros, en el Teatro alla Scala y la Sala Verdi de Milán, la Herkulessaal de Múnich, la Salle Cortot, la Salle Gaveau y la Salle Pleyel de París, en el Gran Salón del Conservatorio de Moscú, en el Konzerthaus de Berlín, en la Gewandhaus de Leipzig, en el Kennedy Center de Washington, en el Palais de Musique de Estrasburgo, en el Town Hall de Hong Kong, en el Gran Teatro de Shanghai, en el Finlandia Hall de Helsinki, en el Bridgewater Hall de Manchester, en el Theatro Municipal Rio de Janeiro, en el King Theatre de Rabat, en el Kursaal Bern y en la sala de conciertos Tivoli de Copenhague.
Como solista ha actuado con orquestas como la Orquesta Filarmónica de Londres, la Orquesta Nacional de Francia, la Sinfónica de la Radio Finlandesa, la Filarmónica de San Petersburgo, la Orquesta Filarmónica Real de Liverpool, la Orquesta Hallé, la Orquesta de la Fondazione Arena di Verona, la Orquesta Filarmónica de Bolonia, Orquesta Filarmónica de Bucarest, Sinfónica de Stavanger, Filarmónica Estatal Alemana de Renania-Palatinado, Orquesta del Ulster, Filarmónica de Leipzig, Orquesta Filarmónica de Helsinki. Ha trabajado bajo la dirección de directores como Vladimir Ashkenazy, Sakari Oramo, Mark Elder, David Hill, Donald Runnicle, Vasily Petrenko, Alan Buribayev, Eiving Gullberg Jensen, Theodor Guschlbauer, Rory McDonald, Danail Rachev, Fabio Mastrangelo, Michele Mariotti y Fuat. Mansurov.
Ha actuado en diversos festivales, por ejemplo en el Festival de Piano del Ruhr, el Festival Chopin en Duzniki-Zdroj, el Festival de Sceaux, el Festival Internacional de Teclados en Nueva York, el Festival Internacional de Estrasburgo, el Festival Busoni, el Festival Harrogate, el Festival de Piano Krakauer, Festival de Piano de Nueva Zelanda, Festival Liszt en Villa d'Este, Festival Nordizs en Noruega, Festival de Ravello y el Festival Chopin en París.
Gulyak enseña en el Royal College of Music y ha sido miembro del jurado en concursos internacionales de piano en Italia, Serbia, Francia, Grecia y Estados Unidos. También ha impartido clases magistrales en China, Italia, Australia, Nueva Zelanda y Filipinas.